# بيلي هيوز (موسيقي)
بيلي هيوز (بالإنجليزية: Billy Hughes)‏ هو موسيقي وكاتب أغاني أمريكي، ولد في 14 سبتمبر 1908 في ساليسو في الولايات المتحدة، وتوفي في 6 مايو 1995 في هوراشو في الولايات المتحدة.

## وصلات خارجية
- بيلي هيوز على موقع ميوزك برينز (الإنجليزية)
- بيلي هيوز على موقع ديسكوغز (الإنجليزية)